# Società Sportiva Lazio 1933-1934
Questa voce raccoglie le informazioni riguardanti la Società Sportiva Lazio nelle competizioni ufficiali della stagione 1933-1934.

## Stagione
Nella stagione 1933-1934 la squadra partecipò al campionato di Serie A classificandosi al decimo posto con 31 punti.
La formazione riserve partecipò alla 1ª Divisione e si classificò al quarto posto nel girone G.

## Organigramma societario
Area direttiva
- Presidente: Remo Zenobi, Eugenio Gualdi

Area tecnica
- Allenatore: Karl Stürmer

## Rosa
| N. |                    | Ruolo | Calciatore             |
| -- | ------------------ | ----- | ---------------------- |
|    | Italia (bandiera)  | P     | Pietro Brandani        |
|    | Italia (bandiera)  | P     | Alberto Nunzi          |
|    | Italia (bandiera)  | P     | Ezio Sclavi            |
|    | Italia (bandiera)  | D     | Armando Bertagni       |
|    | Brasile (bandiera) | D     | Armando Del Debbio     |
|    | Italia (bandiera)  | D     | Augusto Mattei II      |
|    | Brasile (bandiera) | D     | Pedro Rizzetti         |
|    | Brasile (bandiera) | D     | Enzio Enrique Serafini |
|    | Italia (bandiera)  | C     | Giovanni Battioni      |
|    | Italia (bandiera)  | C     | Pietro Buscaglia       |
|    | Brasile (bandiera) | C     | José Castelli          |
|    | Italia (bandiera)  | C     | Octavio Fantoni II ()  |
|    | Italia (bandiera)  | C     | Marino Furlani         |
|    | Italia (bandiera)  | C     | Francesco Gabriotti    |

| N. |                    | Ruolo | Calciatore                       |
| -- | ------------------ | ----- | -------------------------------- |
|    | Italia (bandiera)  | C     | Maurizio Marini                  |
|    | Italia (bandiera)  | C     | Raggio Montanari                 |
|    | Brasile (bandiera) | C     | Duilio Salatin                   |
|    | Italia (bandiera)  | C     | Mario Tonali                     |
|    | Italia (bandiera)  | A     | Bruno Bedosti                    |
|    | Italia (bandiera)  | A     | Antonio Bisigato                 |
|    | Italia (bandiera)  | A     | Innocenzo Centonze               |
|    | Italia (bandiera)  | A     | Alejandro Demaría ()             |
|    | Brasile (bandiera) | A     | João Fantoni I                   |
|    | Brasile (bandiera) | A     | Leonízio Fantoni III             |
|    | Italia (bandiera)  | A     | Anfilogino Guarisi () (capitano) |
|    | Italia (bandiera)  | A     | Piero Pastore                    |
|    | Italia (bandiera)  | A     | Romolo Remigi                    |

## Calciomercato
| Acquisti | Acquisti           | Acquisti        | Acquisti   |
| R.       | Nome               | da              | Modalità   |
| -------- | ------------------ | --------------- | ---------- |
| C        | Giovanni Battioni  | Grion Pola      | definitivo |
| C        | Raggio Montanari   | Foggia          | definitivo |
| C        | Duilio Salatin     | Palestra Itália | definitivo |
| A        | Bruno Bedosti      | Fano            | definitivo |
| A        | Innocenzo Centonze | Avant Garde     | definitivo |

| Cessioni | Cessioni           | Cessioni | Cessioni      |
| R.       | Nome               | a        | Modalità      |
| -------- | ------------------ | -------- | ------------- |
| P        | Giovanni Carniato  | Foligno  | definitivo    |
| D        | Dino Canestri      |          | fine carriera |
| D        | Floro Laroma Iezzi | L'Aquila | definitivo    |
| C        | Odoacre Pardini    | Pisa     | definitivo    |
| A        | Riccardo Okely III | Siena    | definitivo    |
| A        | Angelo Pomponi     | Pisa     | definitivo    |
| A        | Giorgio Verità     | Novara   | definitivo    |

## Risultati

### Serie A

#### Girone di andata
| Arbitro: | Zallone (Bari) |

|             |           |  |
| Pastore 73’ | Marcatori |  |

| Arbitro: | Mattea (Torino) |

|                                                |           |                           |
| Torriani 4’ Romani 57’ Tansini 62’ Moretti 70’ | Marcatori | 61’ Gabriotti 73’ Salatin |

| Arbitro: | Bartolini (Pisa) |

|               |           |               |
| Montanari 29’ | Marcatori | 55’ Ardissone |

| Arbitro: | Gama (Milano) |

|                           |           |             |
| Sallustro I 23’ Vojak 40’ | Marcatori | 85’ Pastore |

| Arbitro: | Carminati (Milano) |

|                                       |           |                         |
| Guarisi 27’ Montanari 41’ Pastore 89’ | Marcatori | 33’ Bettini 55’ Spivach |

| Arbitro: | Turbiani (Ferrara) |

|               |           |                |
| Libonatti 49’ | Marcatori | 4’ Fantoni III |

| Arbitro: | Barlassina (Novara) |

|                                 |           |                        |
| Demaría 5’, 86’ Fantoni III 25’ | Marcatori | 49’ Godigna 89’ Macchi |

| Arbitro: | Melandri (Bologna) |

|                                          |           |  |
| Tomasi 17’, 29’, 56’ Bernardini 47’, 89’ | Marcatori |  |

| Arbitro: | Ciamberlini (Genova) |

|             |           |                           |
| Pastore 21’ | Marcatori | 12’, 47’, 62’, 76’ Meazza |

| Arbitro: | Bonivento (Venezia) |

|                           |           |  |
| Viani II 28’ Prendato 47’ | Marcatori |  |

| Arbitro: | Corradini (Bologna) |

|                 |           |  |
| Fantoni III 68’ | Marcatori |  |

| Arbitro: | Levrero (Genova) |

|                                       |           |  |
| Fantoni I 14’ Guarisi 41’ Demaría 56’ | Marcatori |  |

| Arbitro: | Rovida (Milano) |

|             |           |               |
| Ferrero 23’ | Marcatori | 71’ Buscaglia |

| Arbitro: | Gianni (Firenze) |

|                                  |           |  |
| Buscaglia 64’ Guarisi 87’ (rig.) | Marcatori |  |

| Arbitro: | Mazza (Torre del Greco) |

|                               |           |                     |
| Monti 40’ Bertagni 74’ (aut.) | Marcatori | 5’, 84’ Fantoni III |

| Arbitro: | Beretta (Novi Ligure) |

|                                       |           |                               |
| Buscaglia 23’ Demaría 44’ Guarisi 54’ | Marcatori | 12’ Schiavio 64’, 70’ Fedullo |

| Brescia 7 gennaio 1934 17ª giornata | Brescia             | 0 – 0 referto | Lazio | Stadium di viale Piave\| Arbitro: \| Corradini (Bologna) \| |
| Arbitro:                            | Corradini (Bologna) |               |       |                                                             |

#### Girone di ritorno
| Arbitro: | Mattea (Torino) |

|             |           |  |
| Borel I 27’ | Marcatori |  |

| Arbitro: | Bevilacqua (Viareggio) |

|                                       |           |  |
| Guarisi 16’ Fantoni III 47’, 55’, 78’ | Marcatori |  |

| Arbitro: | Gianni (Firenze) |

|                            |           |  |
| Ferraris I 18’ Cerutti 24’ | Marcatori |  |

| Arbitro: | Ciamberlini (Genova) |

|  |           |                                  |
|  | Marcatori | 32’ Visentin III 70’ Ferraris II |

| Arbitro: | Barlassina (Novara) |

|                        |           |  |
| Spivach 3’ Polesel 31’ | Marcatori |  |

| Arbitro: | Rovida (Milano) |

|               |           |  |
| Fantoni I 60’ | Marcatori |  |

| Arbitro: | Bonivento (Venezia) |

|               |           |                 |
| Orlandini 44’ | Marcatori | 8’, 71’ Demaría |

| Arbitro: | Gianni (Firenze) |

|                              |           |                                         |
| Guarisi 28’ Demaría 41’, 73’ | Marcatori | 9’ Bernardini 10’ Costantino 15’ Guaita |

| Arbitro: | Mattea (Torino) |

|                                                                                              |           |             |
| Agosteo 20’, 26’ (rig.) Demaría 21’, 50’ Serantoni 38’ Meazza 63’, 83’ (rig.) De Manzano 74’ | Marcatori | 48’ Guarisi |

| Arbitro: | Corradini (Bologna) |

|                         |           |                            |
| Guarisi 12’ (rig.), 37’ | Marcatori | 77’ Marchini 90’ Perazzolo |

| Arbitro: | Bevilacqua (Viareggio) |

|                                    |           |                        |
| Notti 35’, 90’ Cattaneo 61’ (rig.) | Marcatori | 10’ Remigi 83’ Guarisi |

| Arbitro: | Scorzoni (Bologna) |

|                                   |           |                    |
| Ferrara I 9’ Busoni 21’, 37’, 51’ | Marcatori | 48’ (rig.) Guarisi |

| Arbitro: | Bonivento (Venezia) |

|                               |           |              |
| Fantoni II 8’ Fantoni III 47’ | Marcatori | 72’ Demarchi |

| Arbitro: | Mastellari (Bologna) |

|                                          |           |                                  |
| Palumbo 17’, 42’ Colaussi 32’ /Rocco 80’ | Marcatori | 44’ Buscaglia 84’ (rig.) Guarisi |

| Arbitro: | Melandri (Bologna) |

|  |           |                       |
|  | Marcatori | 49’ Orsi 80’ Borel II |

| Bologna 12 aprile 1934 33ª giornata | Bologna            | 0 – 0 referto | Lazio | Stadio Littoriale\| Arbitro: \| Melandri (Bologna) \| |
| Arbitro:                            | Melandri (Bologna) |               |       |                                                       |

| Arbitro: | Beretta (Novi Ligure) |

|                                               |           |                            |
| Fantoni I 43’ Marini 56’ (aut.) Montanari 64’ | Marcatori | 20’ Gibertoni 82’ Reggiani |

## Statistiche

### Statistiche di squadra
| Competizione    | Punti | In casa | In casa | In casa | In casa | In casa | In casa | In trasferta | In trasferta | In trasferta | In trasferta | In trasferta | In trasferta | Totale | Totale | Totale | Totale | Totale | Totale | DR  |
| Competizione    | Punti | G       | V       | N       | P       | Gf      | Gs      | G            | V            | N            | P            | Gf           | Gs           | G      | V      | N      | P      | Gf     | Gs     | DR  |
| --------------- | ----- | ------- | ------- | ------- | ------- | ------- | ------- | ------------ | ------------ | ------------ | ------------ | ------------ | ------------ | ------ | ------ | ------ | ------ | ------ | ------ | --- |
| Serie A         | 31    | 17      | 10      | 4       | 3       | 33      | 24      | 17           | 1            | 5            | 11           | 15           | 42           | 34     | 11     | 9      | 14     | 48     | 66     | -18 |
| Prima Divisione | 32    | 13      | 10      | 1       | 2       | 46      | 14      | 13           | 5            | 1            | 7            | 18           | 24           | 26     | 15     | 2      | 9      | 64     | 38     | 26  |
| Totale          |       | 30      | 20      | 5       | 5       | 79      | 38      | 30           | 6            | 6            | 18           | 33           | 66           | 60     | 26     | 11     | 23     | 112    | 104    | 8   |

### Statistiche dei giocatori
Nel conteggio dei gol realizzati si aggiungano una autorete a favore in serie A e 1 autorete a favore e due retti assegnae a tavolino in Prima Divisione.
| Giocatore      | Serie A  | Serie A | Prima Divisione | Prima Divisione | Totale   | Totale |
| Giocatore      | Presenze | Reti    | Presenze        | Reti            | Presenze | Reti   |
| -------------- | -------- | ------- | --------------- | --------------- | -------- | ------ |
| G. Battioni    | 13       | 0       | 14              | 5               | 27       | 5      |
| B. Bedosti     | -        | -       | 22              | 6               | 22       | 6      |
| U. Bellarosa   | -        | -       | 1               | 0               | 1        | 0      |
| A. Bertagni    | 33       | 0       | -               | -               | 33       | 0      |
| A. Bisigato    | 5        | 0       | 14              | 9               | 19       | 9      |
| P. Brandani    | 6        | -20     | 8               | -9              | 14       | -29    |
| E. Brenci      | -        | -       | 4               | 0               | 4        | 0      |
| P. Buscaglia   | 23       | 4       | 6               | 5               | 29       | 9      |
| J. Castelli    | 1        | 0       | -               | -               | 1        | 0      |
| I. Centonze    | 0        | 0       | -               | -               | 0        | 0      |
| O. Coppitelli  | -        | -       | 1               | 0               | 1        | 0      |
| A. D'Ambrogi   | -        | -       | 18              | 0               | 18       | 0      |
| A. Del Debbio  | 16       | 0       | 4               | 0               | 20       | 0      |
| A. Demaría     | 26       | 8       | -               | -               | 26       | 8      |
| J. Fantoni I   | 20       | 4       | -               | -               | 20       | 4      |
| O. Fantoni II  | 31       | 1       | -               | -               | 31       | 1      |
| L. Fantoni III | 21       | 8       | 3               | 4               | 24       | 12     |
| M. Furlani     | 8        | 0       | 6               | 0               | 14       | 0      |
| F. Gabriotti   | 5        | 1       | 20              | 4               | 25       | 5      |
| A. Guarisi     | 33       | 12      | -               | -               | 33       | 12     |
| P. Lanzi       | -        | -       | 2               | 0               | 2        | 0      |
| M. Marini      | 1        | 0       | 19              | 11              | 20       | 11     |
| A. Mattei II   | -        | -       | 8               | 0               | 8        | 0      |
| A. Menegazzi   | -        | -       | 1               | 0               | 1        | 0      |
| R. Montanari   | 17       | 3       | 10              | 8               | 27       | 11     |
| G. Monzio I    | -        | -       | 1               | -1              | 1        | -1     |
| S. Monzio II   | -        | -       | 5               | 0               | 5        | 0      |
| A. Nunzi       | 2        | -3      | 16              | -28             | 18       | -31    |
| N. Paicci      | -        | -       | 6               | 0               | 6        | 0      |
| A. Palma       | -        | -       | 1               | 0               | 1        | 0      |
| P. Pastore     | 6        | 4       | 1               | 2               | 7        | 6      |
| R. Peticca     | -        | -       | 1               | 0               | 1        | 0      |
| A. Pizzamiglio | -        | -       | 1               | 0               | 1        | 0      |
| S. Portelli    | -        | -       | 1               | 0               | 1        | 0      |
| R. Remigi      | 6        | 1       | 19              | 4               | 25       | 5      |
| P. Rizzetti    | 16       | 0       | 6               | 0               | 22       | 0      |
| D. Salatin     | 12       | 1       | 12              | 1               | 24       | 2      |
| E.E. Serafini  | 26       | 0       | -               | -               | 26       | 0      |
| E. Sclavi      | 26       | -43     | -               | -               | 26       | -43    |
| G. Stracuzzi   | -        | -       | 1               | 0               | 1        | 0      |
| B. Strappini   | -        | -       | 23              | 0               | 23       | 0      |
| A. Testa       | -        | -       | 1               | 0               | 1        | 0      |
| M. Tonali      | 21       | 0       | 7               | 0               | 28       | 0      |
| L. Uneddu      | -        | -       | 12              | 2               | 12       | 2      |

## Riserve
La squadra riserve della Lazio ha disputato nella stagione 1933-1934 il girone G del campionato di Prima Divisione.

### Rosa
| N. |                    | Ruolo | Calciatore          |
| -- | ------------------ | ----- | ------------------- |
|    | Italia (bandiera)  | P     | Pietro Brandani     |
|    | Italia (bandiera)  | P     | Giuseppe Monzio I   |
|    | Italia (bandiera)  | P     | Alberto Nunzi       |
|    | Italia (bandiera)  | D     | Alfredo D'Ambrogi   |
|    | Brasile (bandiera) | D     | Armando Del Debbio  |
|    | Italia (bandiera)  | D     | Marino Furlani      |
|    | Italia (bandiera)  | D     | Pietro Lanzi        |
|    | Italia (bandiera)  | D     | Augusto Mattei II   |
|    | Italia (bandiera)  | D     | Alfredo Menegazzi   |
|    | Italia (bandiera)  | D     | Severino Monzio II  |
|    | Italia (bandiera)  | A     | Atos Pizzamiglio    |
|    | Brasile (bandiera) | D     | Pedro Rizzetti      |
|    | Italia (bandiera)  | D     | Bruno Strappini     |
|    | Italia (bandiera)  | D     | Aldo Testa          |
|    | Italia (bandiera)  | C     | Ugo Bellarosa       |
|    | Italia (bandiera)  | C     | Ettore Brenci       |
|    | Italia (bandiera)  | C     | Pietro Buscaglia    |
|    | Italia (bandiera)  | C     | Francesco Gabriotti |

| N. |                    | Ruolo | Calciatore         |
| -- | ------------------ | ----- | ------------------ |
|    | Italia (bandiera)  | C     | Maurizio Marini    |
|    | Italia (bandiera)  | C     | Raggio Montanari   |
|    | Italia (bandiera)  | C     | Nando Paicci       |
|    | Italia (bandiera)  | C     | Armando Palma      |
|    | Italia (bandiera)  | C     | Roberto Peticca    |
|    | Brasile (bandiera) | C     | Duilio Salatin     |
|    | Italia (bandiera)  | C     | Giovanni Stracuzzi |
|    | Italia (bandiera)  | C     | Mario Tonali       |
|    | Italia (bandiera)  | C     | Luigi Uneddu       |
|    | Italia (bandiera)  | A     | Giovanni Battioni  |
|    | Italia (bandiera)  | A     | Bruno Bedosti      |
|    | Italia (bandiera)  | A     | Antonio Bisigato   |
|    | Italia (bandiera)  | A     | Olindo Coppitelli  |
|    | Brasile (bandiera) | A     | Leonízio Fantoni   |
|    | Italia (bandiera)  | A     | Piero Pastore      |
|    | Italia (bandiera)  | A     | Salvatore Portelli |
|    | Italia (bandiera)  | A     | Romolo Remigi      |